# (6771) Foerster
(6771) Foerster (1986 EZ4) – planetoida z pasa głównego asteroid okrążająca Słońce w ciągu 3,55 lat w średniej odległości 2,33 j.a. Została odkryta 9 marca 1986 roku w Siding Spring w Australii przez Claesa Lagerkvista. Planetoida została nazwana na cześć niemieckiego astronoma Wilhelma Foerstera.